# Internationaal Constantin Brunner Instituut
Das Internationaal Constantin Brunner Instituut (ICBI) (deutsch: Internationales Constantin Brunner Institut) ist eine 1947 im Haag gegründete kulturelle Stiftung, die sich mit dem geistigen und kulturellen Vermächtnis des deutsch-jüdischen Philosophen Constantin Brunner (1862–1937) beschäftigt. Damit war sie neben der 2021 aufgelösten Constantin-Brunner-Stiftung zu Hamburg die ältere von zwei Stiftungen, die sich der Person Brunner verschrieben hatten, bis die zuletzt lange in Personalunion mit dem ICBI geführte Hamburger Stiftung mit dem ICBI fusionierte.

## Aufgaben und Ziele
Das Ziel der Stiftung ist die Neuherausgabe der Werke Brunners, die in den Jahren des national-sozialistischen Regimes in Deutschland zum großen Teil vernichtet wurden. Auch soll die Erforschung seiner Werke und Gedanken auf dem Gebiet von Wissenschaft, Philosophie, Kunst und Literatur gefördert und die Bedeutung seiner praktischen Philosophie für ein besseres Verständnis gesellschaftlicher und religiöser Probleme diskutiert werden.
Anträge auf Unterstützung von Brunnerprojekten können nach eigenen Angaben jederzeit formlos gestellt werden.

## Geschichte
Das ICBI wurde 1947 von Freunden und Verehrern Brunners, die durch die Kriegswirren und nationalsozialistische Verfolgung in alle Welt zerstreut wurden, in Den Haag, Brunners letztem Wohnort, gegründet. Dort ist sie seit 1950 als kulturelle Stiftung registriert (Handelskammer Haaglanden # 41152272).
Bis zum Jahr 2008 bewahrte das ICBI Brunners Nachlass in einem eigenen Archiv sowie Brunners letztes Arbeitszimmer. Das Archiv wurde inzwischen dem Leo Baeck Institut in Berlin übergeben, wo es der Öffentlichkeit voll zugänglich gemacht wird. Die wesentlichen Teile von Brunners letztem Arbeitszimmer sind dem Jüdischen Museum in Berlin übergeben worden.
Gemäß seiner Zielsetzung hat das ICBI im Laufe der Jahrzehnte Neuauflagen der Werke Brunners, Übersetzungen und Kommentare veröffentlicht. Es organisierte zudem wiederholt Vorträge und Tagungen und unterstützte vielfältige Forschungen.
Seitdem Jürgen Stenzel den Vorsitz innehatte, war das ICBI zuletzt mit der Hamburger Constantin-Brunner-Stiftung in Personalunion vereint, die sich Ende 2021 formell auflöste und eine Fusion mit dem ICBI in die Wege leitete. Damit sollten sich die vorhandenen Ressourcen auf die größere Stiftung konzentrieren.

### Vorsitzende
- 1947–1950: Lothar Bickel
- 1950–1968: George Goetz
- 1968–1981: Walter Bernard
- 1981–1992: Israel Eisenstein
- 1992–2006: Hans Raphael Goetz
- 2006–heute: Jürgen Stenzel[7][8]

### Herausgegebene Literatur
- Constantin Brunner, Jürgen Stenzel (Hrsg.): Der Judenhaß und die Juden, im Auftrag des ICBI mit einem Vorwort von Hans Goetz, Philo: Berlin, Wien 2004.
- Magdalena Kasch: Meine letzten Jahre mit Constantin Brunner: Aufzeichnungen aus den Jahren 1935–1937, ICBI: Den Haag 1990.
- Phöbus Grünberg: Der Begriff Philosophie in der Lehre Constantin Brunners, ICBI: Den Haag 1985.
- Walther König: Die Insel des Verständnisses oder Bedeutung Constantin Brunners für Überwindung des Judenhasses, ICBI: Den Haag 1974. Nachdruck von Verl. der Neuen Gesellschaft: Berlin-Hessenwinkel 1928.
- Constantin Brunner: Verzeichnis d. Werke, ICBI: Den Haag 1972.
- Magdalena Kasch: Constantin Brunner, sein Leben und Wirken: aktive Philosophie, ICBI: Den Haag 1970.
- Heinz Stolte: Het vuur der waarheid. De filosoof Constantin Brunner, Nijhoff (in Zusammenarbeit mit dem ICBI): Den Haag 1969.
- Constantin Brunner, ICBI (Hrsg.): Materialismus und Idealismus, Kiepenheuer & Witsch: Berlin, Köln 1959. Nachdruck von 1928.
- Constantin Brunner, ICBI (Hrsg.): Unser Christus oder Das Wesen des Genies, Kiepenheuer & Witsch: Berlin, Köln 1958. Nachdruck von 1921.
- Constantin Brunner, ICBI (Hrsg.): Vermächtnis, Nijhoff: Den Haag 1952.

### Sonstige Literatur
- Lothar Bickel (Mitverf.), Constantin Brunner (Mitverf.), Israel Eisenstein (Hrsg.): Gedenkbuch in memoriam Lothar Bickel: sein inniges Verhältnis zu Constantin Brunner; d. Briefwechsel zwischen ihnen; über Bickels Persönlichkeit u. Wirken, Constantin-Brunner-Gruppe Israel, im Auftrag des ICBI, Tel Aviv 1985.